# Buri Dihing
Buri Dihing és un riu d'Assam que neix a les muntanyes d'Arunachal Pradesh i corre a l'oest en direcció al Brahmaputra en el qual desaigua. No pot ser pràcticament utilitzat per la navegació.
Les viles principals per les que passa són Jaipur (Assam) i Khowang. Rep nombrosos afluents d'importància secundària.